# Kraftwerk Felsenau
Das Kraftwerk Felsenau ist ein Flusskraftwerk an der Aare in der Schweizer Bundesstadt Bern. Das Turbinenhaus befindet sich im nördlichen Quartier Felsenau, unweit der Brauerei Felsenau, und wird durch Energie Wasser Bern betrieben. Der Wassereintritt befindet sich am Stauwehr Engehalde an der Vorderen Engehalde, wo die Aare aufgestaut wird. Das Wasser wird unter der Engehalbinsel hindurch zu den Turbinen geleitet. 

## Geschichte

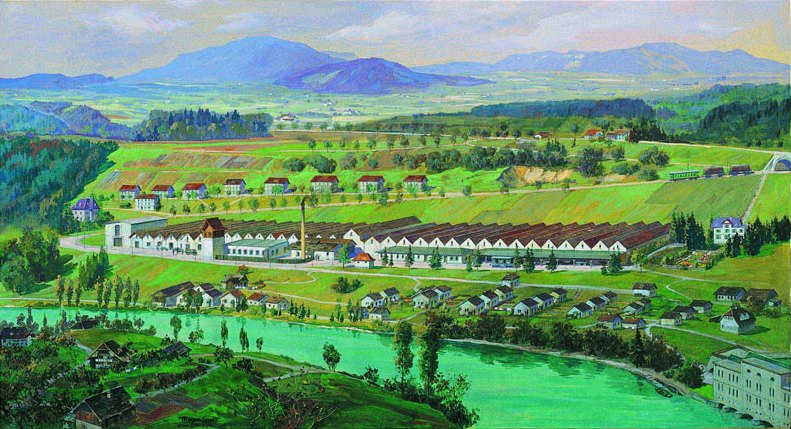
Spinnerei und Kraftwerk (rechts) 1914

Die Spinnerei Felsenau besass eine Wasserkonzession und plante mit dem Bau eines Elektrizitätswerks an  Stelle  der  mechanischen  Turbinenanlage,  die  Wasserkräfte in der  Felsenau  besser ausschöpfen zu können. Durch die Grosse Depression (1873–1896) kam die Spinnerei in finanzielle Schwierigkeiten. Nach einem längeren Rechtsstreit mit der Stadt Bern trat die Spinnerei der Stadt 1906 die Wassernutzungsrechte ab. Die Stadt baute 1907 bis 1910 einen neuen Stollen  und  ein  Elektrizitätswerk.  Als  Gegenleistung  musste  sie  der  Spinnerei 800  Kilowatt Strom (20 Prozent der Produktion) auf unbefristete Zeit gratis liefern sowie das abgetretene Land entschädigen.
Bei der Inbetriebnahme des Kraftwerkes am 6. November 1909 durch das Elektrizitätswerk der Stadt Bern verfügte das Kraftwerk über drei Francis-Turbinen, welche eine Leistung von insgesamt 2’600 kW generierten. 1912 lieferte das Elektrizitätswerk Felsenau 64  Prozent  des  in  der  Stadt Bern  verbrauchten  Stroms. 
1918 wurde das Kraftwerk um zwei weitere Francis-Turbinen erweitert und 1989 wurden bei einem Gesamtumbau sämtliche fünf Turbinen durch eine Kaplan-Rohrturbine ersetzt.

## Technik
Das Ausleitungskraftwerk nutzt ein Gefälle von 10 bis 14 m aus. Seine Leistung beträgt 11’300 kW, was eine Versorgung von ungefähr 7’500 Haushalten ermöglicht.
Die Nutzwassermenge von 100 m³/s gelangt vom Stauwehr Engehalde durch einen 550 m langen Stollen zum Kraftwerk Felsenau, während das Restwasser die Engehalbinsel in einem überwiegend natürlich verlaufenden, 9 km langen Flussbett umfliesst. Das Stauwehr ist zudem mit einem 1998 in Betrieb genommenen Restwasserkraftwerk ausgestattet, welches die vorgeschriebene Restwassermenge von 12 m³/s ausnutzt. Seine Leistung beträgt 460 kW, was für die Versorgung von knapp 700 Haushalten reicht, die genutzte Fallhöhe ist 3,6 m.

## Lage
| \| \|                                                 |
| Lagekarte der Kraftwerke zwischen Bern und Bielersee. |
|                                                       |